# غوياس
ولاية غوياس جزء من السبع والعشرين ولاية برازيلية تقع في شرق النصف الغربي في البرازيل، تحدها توكانتينز من الشمال وماتو غروسو من الغرب وولاية ميناس جيرايس من الشرق والجنوب وتقع داخلها ولاية برازيليا وعاصمتها مدينية غويانيا وتعتبر الولاية الأكثر اكتظاظا بالسكان في النصف الغربي، ويطلق على الولاية اسم القلب الجغرافي للبرازيل، تضم الولاية 246 مدينة أكبرها غويانيا التي يبلغ عدد سكانها 1,244,645 نسمة
تعتمد الولاية على الصناعة(الحديد، المواد الغذائية، ملابس، مواد طبية) والزراعة (الأرز، الصويا، قصب السكر والقطن) وتربية الحيوانات.

## أعلام
- ويزلي باتيستا
- ميريام كريستين
- لورديس تيودورو
- مارسيلو ريبيرو
- ريتشارد غراهام